# 타이위안시
타이위안(태원, 중국어: 太原, 병음: Tàiyuán)은 중국 산시성(山西省)의 성도이며 옛날에는 진양(晉陽)이라 불렀던 도시이다. 또한 북한(北漢 951년 ~ 979년) 시기에는 용성(龍城)이라고도 불렀다.

## 역사
타이위안은 2500여년의 역사를 지닌 중국의 옛 도시이다. 타이위안은 예로부터 줄곧 베이징(北京)과 뤄양(洛陽) 사이의 교통 요지이기도 하다. 타이위안은 BC 497년의 춘추시대(春秋時代) 때 조간자(趙簡子 ？-BC 476년)가 건설했으며 당시에는 진양이라 불렀다.
기원전 12세기, 태원은 진(晉)나라에 속해 있었다. BC 497년 무렵에 한, 위 조로 삼진이 분리 될 때 조나라에 속하게 되었다.
타이위안은 또한 전국시대 초기 조(趙)나라의 수도였다. 진(秦)나라 때는 현(縣)으로써 전국 36군(郡) 중의 하나인 태원군(太原郡)을 두었고 전한(前漢), 후한(後漢) 때까지 그대로 유지되었다. 이후 당(唐)나라 때에는 이곳에 태원부(太原府)를 설치하여 돌궐족의 침입에 대비하였다.
타이위안은 오대십국 때에 후당(後唐), 후진(後晉), 후한(後漢) 등이 발원지이기도 하다. 송(宋)나라 때에 태종(太宗 1218-1277)이 양곡현(陽曲縣)을 이곳으로 옮겨 병주(幷州)라고 하였다. 명(明)․청(淸)시대에 진상(晉商)의 출현으로 타이위안은 북방의 상업과 수공업의 중심이자, 중국 초기의 공업도시가 되었다.
중화민국(中華民國)시기에는 타이위안은 산시 군벌인 옌시산(閻錫山)의 근거지로, 제2차 중일 전쟁 때는 일본군에 의해 점령당했다. 국공내전 시기에는 인민해방군이 옌시산(閻錫山)의 군대와 싸워 이겨서 타이위안을 점령하였다. 타이위안은 석탄자원이 풍부하여 중공업이 발달하였다.

## 지리

### 기후
타이위안은 북온대(北溫帶) 대륙성(大陸性)기후에 속한다. 햇빛이 비추는 시간이 길며 일조량(日照量)이 많아 태양에너지자원이 풍부하다. 연평균 기온 9-11 °C 사이이다. 무상기간(無霜期 서리가 내리지 않는 기간)은 140-190일이고, 결빙기(結冰期) 대략 120일 정도 된다. 평균 강수량은 약 456m 정도이며 계절의 변화가 뚜렷하다. 봄은 바람이 많이 불고 조금 건조하며, 여름에는 비가 많이 오고, 더위가 심하지 않은 편이다. 가을에는 온화(溫和)하며 하늘이 맑고 푸르고 겨울에는 눈은 오나 추위가 심하지 않은 편이다.
| 타이위안시 (1991년~2020년)의 기후 | 타이위안시 (1991년~2020년)의 기후 | 타이위안시 (1991년~2020년)의 기후 | 타이위안시 (1991년~2020년)의 기후 | 타이위안시 (1991년~2020년)의 기후 | 타이위안시 (1991년~2020년)의 기후 | 타이위안시 (1991년~2020년)의 기후 | 타이위안시 (1991년~2020년)의 기후 | 타이위안시 (1991년~2020년)의 기후 | 타이위안시 (1991년~2020년)의 기후 | 타이위안시 (1991년~2020년)의 기후 | 타이위안시 (1991년~2020년)의 기후 | 타이위안시 (1991년~2020년)의 기후 | 타이위안시 (1991년~2020년)의 기후 |
| 월                                | 1월                               | 2월                               | 3월                               | 4월                               | 5월                               | 6월                               | 7월                               | 8월                               | 9월                               | 10월                              | 11월                              | 12월                              | 연간                              |
| --------------------------------- | --------------------------------- | --------------------------------- | --------------------------------- | --------------------------------- | --------------------------------- | --------------------------------- | --------------------------------- | --------------------------------- | --------------------------------- | --------------------------------- | --------------------------------- | --------------------------------- | --------------------------------- |
| 역대 최고 기온 °C (°F)            | 14.3 (57.7)                       | 19.8 (67.6)                       | 28.3 (82.9)                       | 37.5 (99.5)                       | 37.7 (99.9)                       | 38.7 (101.7)                      | 39.4 (102.9)                      | 36.6 (97.9)                       | 34.9 (94.8)                       | 28.7 (83.7)                       | 23.2 (73.8)                       | 16.0 (60.8)                       | 39.4 (102.9)                      |
| 일평균 최고 기온 °C (°F)          | 2.3 (36.1)                        | 6.7 (44.1)                        | 13.3 (55.9)                       | 20.7 (69.3)                       | 26.3 (79.3)                       | 29.5 (85.1)                       | 30.3 (86.5)                       | 28.6 (83.5)                       | 24.2 (75.6)                       | 18.1 (64.6)                       | 10.1 (50.2)                       | 3.5 (38.3)                        | 17.8 (64.0)                       |
| 일일 평균 기온 °C (°F)            | −4.7 (23.5)                       | −0.7 (30.7)                       | 5.9 (42.6)                        | 13.2 (55.8)                       | 19.0 (66.2)                       | 22.7 (72.9)                       | 24.3 (75.7)                       | 22.6 (72.7)                       | 17.4 (63.3)                       | 10.8 (51.4)                       | 3.2 (37.8)                        | −3.1 (26.4)                       | 10.9 (51.6)                       |
| 일평균 최저 기온 °C (°F)          | −10.2 (13.6)                      | −6.5 (20.3)                       | −0.5 (31.1)                       | 6.0 (42.8)                        | 11.7 (53.1)                       | 16.2 (61.2)                       | 19.1 (66.4)                       | 17.8 (64.0)                       | 12.1 (53.8)                       | 5.1 (41.2)                        | −2.0 (28.4)                       | −8.1 (17.4)                       | 5.1 (41.1)                        |
| 역대 최저 기온 °C (°F)            | −25.5 (−13.9)                     | −24.6 (−12.3)                     | −18.0 (−0.4)                      | −9.7 (14.5)                       | −0.7 (30.7)                       | 4.4 (39.9)                        | 7.2 (45.0)                        | 7.4 (45.3)                        | −2.0 (28.4)                       | −13.9 (7.0)                       | −21.2 (−6.2)                      | −23.3 (−9.9)                      | −25.5 (−13.9)                     |
| 평균 강수량 mm (인치)             | 3.2 (0.13)                        | 4.7 (0.19)                        | 10.1 (0.40)                       | 22.1 (0.87)                       | 30.6 (1.20)                       | 47.9 (1.89)                       | 104.3 (4.11)                      | 102.5 (4.04)                      | 59.8 (2.35)                       | 29.6 (1.17)                       | 13.1 (0.52)                       | 2.6 (0.10)                        | 430.5 (16.97)                     |
| 평균 강수일수 (≥ 0.1 mm)          | 1.7                               | 2.4                               | 3.2                               | 5.4                               | 6.0                               | 9.6                               | 11.4                              | 10.7                              | 7.6                               | 6.1                               | 3.2                               | 1.6                               | 68.9                              |
| 평균 강설일수                     | 2.7                               | 3.2                               | 2.0                               | 0.7                               | 0                                 | 0                                 | 0                                 | 0                                 | 0                                 | 0.1                               | 1.8                               | 2.4                               | 12.9                              |
| 평균 상대 습도 (%)                | 51                                | 47                                | 44                                | 45                                | 46                                | 57                                | 69                                | 73                                | 71                                | 66                                | 59                                | 52                                | 57                                |
| 평균 월간 일조시간                | 164.9                             | 173.4                             | 216.1                             | 242.7                             | 268.0                             | 241.4                             | 228.8                             | 221.9                             | 199.9                             | 199.6                             | 172.0                             | 163.9                             | 2,492.6                           |
| 가능 일조율                       | 54                                | 56                                | 58                                | 61                                | 61                                | 55                                | 51                                | 53                                | 54                                | 58                                | 57                                | 55                                | 56                                |
| 출처: 중국기상국                  |                                   |                                   |                                   |                                   |                                   |                                   |                                   |                                   |                                   |                                   |                                   |                                   |                                   |

### 지형
황투고원(黄土高原)의 동쪽, 타이위안 분지(太原盆地) 북단(北端)에 위치해있다. 북, 서, 동 삼면이 산으로 둘러싸여 있으며, 중부와 남부에는 펀허 강(汾河)과 허구 평원(河谷平原)이 광활하게 펼쳐져있다. 펀허 강(汾河)은 북에서 남으로 전시(全市)를 관통해 흐른다. 타이위안을 통해서 흐르는 펀허 강의 길이는 약 100km가량 된다. 전체적으로 북쪽이 높고 남쪽이 낮은 형세이다. 대부분 해발 800m 정도이며, 가장 높은 지점은 2,670m이고, 가장 낮은 지점은 760m이다. 주로 산지와 구릉이 많으나 지세가 평탄한 편이고 토양이 비옥하여 농업이 발달하였다. 평야는 전체면적에 5분의 1 정도 차지하고 있다. 현재 경작지(耕作地) 면적은 210km2이고 임지(林地)의 면적은 83km2, 초지(草地)의 면적은 187km2이다. 주요농작물로는 밀, 옥수수, 조, 수수, 콩류, 감자 ․ 고구마 등이 있다. 주요경제작물로는 채소, 목화, 식용유(油料), 사탕무, 약재 등이 있다.

## 경제
2008년 타이위안의 명목 GDP는 1468억 위안이었고 예년에 비해 8.1% 성장하였다. 타이위안의 1차, 2차, 3차 산업은 2007년에 각각 20억 위안, 639억 위안, 596억 위안이었다. 타이위안은 중국 석탄 산업의 중심지이다. 또한 타이위안은 아시아에서 가장 큰 스테인리스 철강 공장을 가진 타이위안 철강 회사(TISCO) 있는 곳이기도 하다. 또한 산시 중공업과 펀시 기계는 인민 해방군과 해군을 위한 잠수함 미사일을 생산하는 주요 제조사이다.

## 행정 구역
타이위안은 6개 시할구, 1개 현급시와 3개의 현으로 구성되어 있다.
| 타이위안시 현급구역 | #          | 이름     | 간자 |
| ------------------- | ---------- | -------- | ---- |
|                     |            |          |      |
| 시할구              |            |          |      |
| 1                   | 잉쩌구     | 迎泽区   |      |
| 2                   | 싱화링구   | 杏花岭区 |      |
| 3                   | 젠차오핑구 | 尖草坪区 |      |
| 4                   | 완바이린구 | 万柏林区 |      |
| 5                   | 진위안구   | 晋源区   |      |
| 6                   | 샤오뎬구   | 小店区   |      |
| 현급시              |            |          |      |
| 7                   | 구자오시   | 古交市   |      |
| 현                  |            |          |      |
| 8                   | 뤄판현     | 娄烦县   |      |
| 9                   | 양취현     | 阳曲县   |      |
| 10                  | 칭쉬현     | 清徐县   |      |

## 자매도시
- 일본 히메지시
- 영국 뉴캐슬어폰타인
- 독일 켐니츠
- 오스트레일리아 론서스턴
- 미국 내슈빌
- 러시아 식팁카르
- 러시아 사라토프

## 같이 보기
- 타이위안 위성발사센터